# Maria Rekść
Maria Rekść (lit. Marija Rekst; ur. 9 listopada 1956 w Dowlanach) – litewska działaczka samorządowa polskiej narodowości, polityk Akcji Wyborczej Polaków na Litwie, od roku 2004 do 2023 mer rejonu wileńskiego.

## Życiorys
Po ukończeniu ośmioletniej szkoły podstawowej w Jurgielanach uczyła się księgowości w technikum rolniczym w Wilnie. W 1975 rozpoczęła pracę w kołchozie w Kamionce pod Solecznikami jako księgowa, a od 1977 do 1988 wykonywała ten sam zawód w sowchozie w Rukojniach. W latach 1988–2003 pracowała jako główny sekretarz gminy Rukojnie. Od 2000 do 2003 zasiadała w lokalnej radzie gminy.
W latach 2003–2004 pracowała jako asystentka posła Waldemara Tomaszewskiego. W 2003 została po raz pierwszy wybrana do rady rejonu wileńskiego, gdzie stała na czele frakcji Akcji Wyborczej Polaków na Litwie. Rok później objęła stanowisko starosty (w polskojęzycznych mediach na Litwie: mera) rejonu wileńskiego, które utrzymała po kolejnych wyborach w 2007 i 2011 roku. Kandydowała w wyborach do Sejmu Republiki Litewskiej w 2008 ze 140 miejsca listy krajowej AWPL. W wyborach samorządowych 2015 została ponownie wybrana na mera rejonu wileńskiego (po raz pierwszy w wyborach bezpośrednich) otrzymując 60% głosów. Obecnie jest wiceprzewodniczącą Akcji Wyborczej Polaków na Litwie, pełni również funkcję wiceprzewodniczącej Związku Polaków na Litwie w rejonie wileńskim.
Przyznano jej tytuł „Polak Roku 2013” w tradycyjnym corocznym głosowaniu czytelników Kuriera Wileńskiego.
Zamężna z Władysławem, razem mają dwójkę dzieci: Alicję i Władysława.
Odznaczona Krzyżem Kawalerskim (2009) i Oficerskim (2018) Orderu Zasługi Rzeczypospolitej Polskiej.